# Maria van Rysselberghe

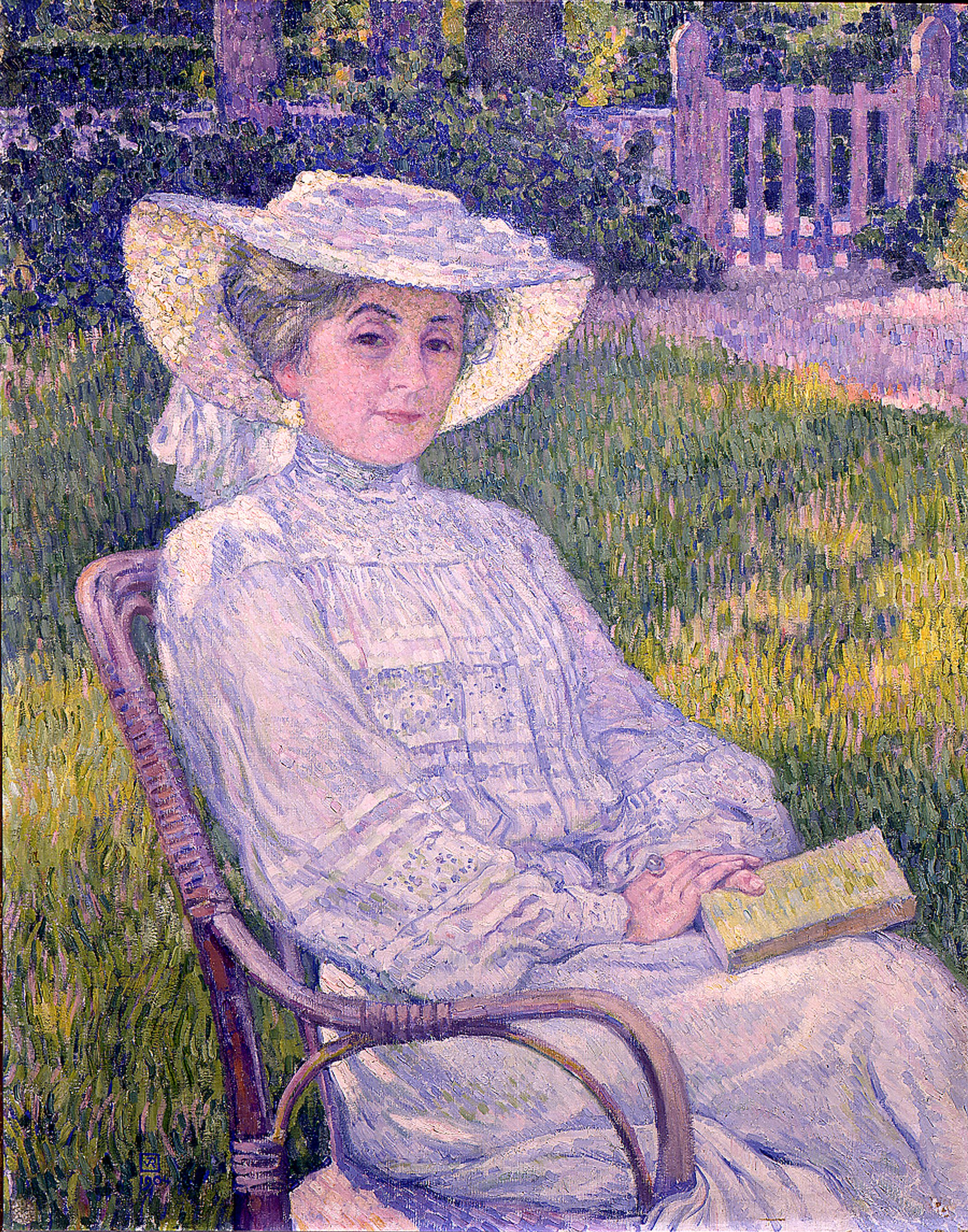
Lady in White, Porträt von Maria van Rysselberghe, Théo van Rysselberghe, Öl auf Leinwand 1926

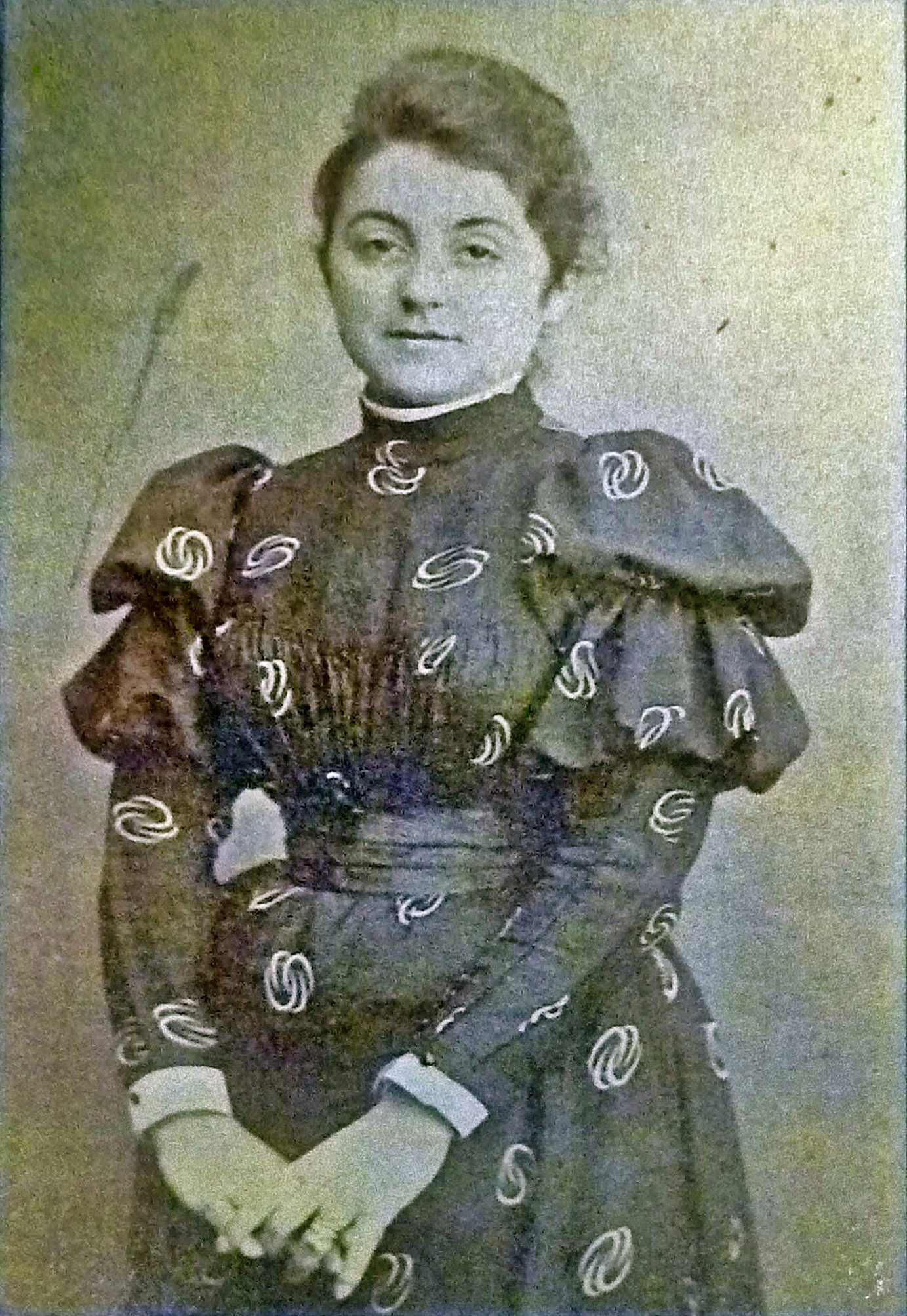
Maria Monnom, Fotografie, vor 1900

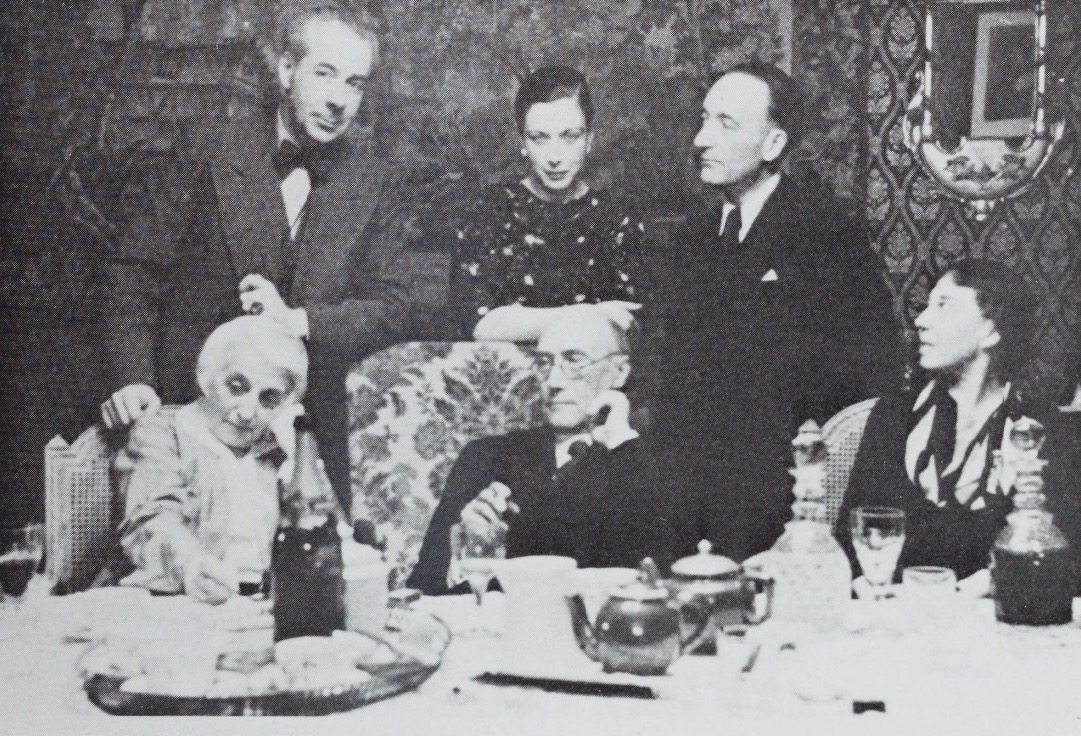
Fotografie eines Dinners bei Lise und Jules Romains (stehend Mitte und rechts) mit Maria van Rysselberghe (sitzend links), Roger Martin du Gard (stehend links) mit Frau (sitzend rechts) und André Gide (sitzend Mitte), 27. April 1936

Maria van Rysselberghe, geborene Maria Monnom (* 9. Februar 1866 in Brüssel; † 24. November 1959 in Cabris, Alpes-Maritimes, Frankreich) war eine belgische Schriftstellerin und die Ehefrau des Malers Théo van Rysselberghe (1862–1926). In der Literaturgeschichte wird Maria van Rysselberghe, die eine Vertraute von André Gide war, oft unter dem Spitznamen „la petite dame“ vorgestellt, in Anlehnung an ihre umfangreichen, die Jahre 1918 bis 1951 umfassenden Aufzeichnungen zu Gide, die Les Cahiers de la Petite Dame, die posthum in vier Bänden in den Cahiers André Gide (Bände 4 bis 7) herausgegeben wurden.

## Leben
Maria Monnom wurde in Brüssel in die Familie der Brüsseler Verleger Monnom geboren, die unter anderem die Gedichte von Émile Verhaeren veröffentlichten. Sie besucht die Cours d'Education, die von Isabelle Gatti de Gamond gegründete und geleitete Mädchenschule, an der Augustine de Rothmaler ihre Lehrerin ist. Die beiden werden für den Rest ihres Lebens Freundinnen sein.
Die junge Monnom hatte eine kurze Affäre mit Verhaeren, die sie in ihrem Buch Il y a quarante ans beschreibt. Verhaeren stellt ihr den Maler Theo Van Rysselberghe vor, den Maria Monnom 1889 heiratet. Ihre Tochter Élisabeth wird 1890 geboren. Van Rysselberghe mit und ohne Tochter ist für eine Reihe von Theo Van Rysselberghes Gemälden und Zeichnungen Motiv.
1898 verlässt die Familie Brüssel und siedelt nach Paris über, wo sie 1899 André Gide treffen.
Maria van Rysselberghe war mehrere Jahrzehnte lang die Freundin und Vertraute von André Gide. Am 11. November 1918 begann sie damit, praktisch täglich alles aufzuzeichnen, was sie mitbekam, Gides Umgebung, die Entstehung seiner Werke, seine Meinungen und auch sein Privatleben. Bis zu Gides Tod füllte sie ohne dessen Wissen neunzehn dicke Hefte mit „Notizen für die authentische Geschichte von André Gide“. Die Aufzeichnungen sind ein wichtiger Beitrag zum Verständnis von Gides Werk und der Persönlichkeit dieses Schriftstellers. Und van Rysselberghe kann mit James Boswell oder Johann Peter Eckermann verglichen werden. André Malraux war allerdings nicht dieser Meinung. Im Vorwort der Ausgabe von 1973 der Les Cahiers de la Petite Dame: Notes pour l'histoire authentique d'André Gide-1918-1929 behauptet er: „Sie [Maria Van Rysselberghe] glaubt, dass ihre Notizen auch Gides künstlerisches Schaffen, die Entstehung seiner Romane, beleuchten. Inwiefern? […] Die Gesamtheit der Cahiers wäre nicht anders, wenn Gide nie ein Buch geschrieben hätte. […] Diese Cahiers, in denen das Wort Kunst so oft vorkommt, enthüllen nichts vom eigentlichen künstlerischen Schaffen“.
Ihre Tochter Élisabeth van Rysselberghe wurde 1923 die Mutter von André Gides einzigem Kind, Catherine Gide (von André Gide nach dem Tod seiner Frau Madeleine 1938 anerkannt und adoptiert). Élisabeth van Rysselberghe heiratete 1931 den dreizehn Jahre jüngeren französischen Schriftsteller Pierre Herbart.
Ab den 1930er Jahren veröffentlichte sie Artikel und zwei Bücher unter dem Pseudonym M. Saint-Clair.
Maria van Rysselberghe stirbt 1959 in Cabris, im französischen Department Alpes-Maritimes.

## Werke (Auswahl)
Als M. Saint-Clair
Artikel
- Notes d’un lecteur. In: Nouvelle Revue Française. Dezember 1931, S. 934–940.
- Il y a quarante ans. In: Nouvelle Revue Française. Dezember 1934, S. 833–850.
- Il y a quarante ans (fin). In: Nouvelle Revue Française. Januar 1935, S. 99–121.
- Péguy : notes d’un lecteur. In: Nouvelle Revue Française. August 1936, S. 363–367.
- Jules Laforgue. In: Nouvelle Revue Française. August 1937, S. 317–328.
- André Gide par Jean Hytier. In: Nouvelle Revue Française. November 1938, S. 848–849.
- Portrait du peintre Henri-Edmond Cross. In: Nouvelle Revue Française. Juli 1939, S. 122–127.

Bücher
- Il y a quarante ans. Gallimard, 1936.
- Galerie privée. Gallimard, 1947.

La petite Dame, Ausgaben der Cahiers
- Les Cahiers de la Petite Dame, I, II,III, IV. In den Cahiers André Gide 4, 5, 6 und 7, Publications de l'Association des Amis d'André Gide. Gallimard, Paris 1973–1977.
- Je ne sais si nous avons dit d'impérissables choses. Anthologie aus den Cahiers de la Petite Dame, Auswahl von Peter Schnyder. Gallimard, Paris 2006.
- André Gide – Maria Van Rysselberghe. Correspondance 1899–1950. Auswahl von Peter Schnyder und Juliette Solvès. Gallimard, Paris 2016.

Eine deutsche Ausgabe der Cahiers erschien unter dem Titel: Das Tagebuch der kleinen Dame. Auf den Spuren von André Gide. In zwei Bänden. Nymphenburger München|
1986.